# Vepří
Vepří je nízký vrch (481 m n. m.) v Benešovské pahorkatině, severně od obce Přestavlky u Čerčan a jižně od vesnice Dubsko. Samotný vrchol je zalesněný, na úbočích jsou pole.
Na západním úbočí je cvičný terén pro paragliding.